# Otto Bülte

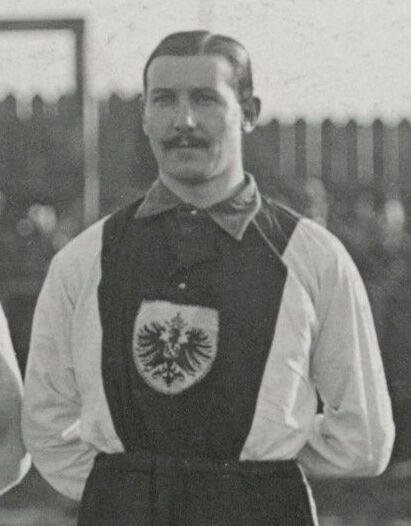
Otto Bülte (1910)

Otto Bülte (* 4. September 1886 in Winnigstedt; † 14. Juni 1962) war ein deutscher Fußballspieler.

## Karriere

### Vereine
Bülte gehörte von 1903 bis 1911 dem FuCC Eintracht 1895 Braunschweig, mit Umbenennung am 12. Oktober 1906, dem FC Eintracht von 1895 an, und kam in der vom Norddeutschen Fußball-Verband organisierten Endrunde um die Norddeutsche Meisterschaft 1906 – als Meister des Fußballbundes für das Herzogtum Braunschweig – zum Einsatz. Das Finale wurde jedoch mit 2:5 gegen den SC Victoria Hamburg verloren; so erging es ihm und seiner Mannschaft auch im Folgejahr, als man mit 1:6 gegen den Vorjahressieger unterlag. Die Saison 1907/08 war über die Bezirksmeisterschaft hinaus, auch mit der Meisterschaft in Norddeutschland gekrönt, da er und sein Verein am 12. April 1908 mit 3:1 den SC Victoria Hamburg bezwingen konnten. In seinen letzten beiden Spielzeiten gewann er abermals die Bezirksmeisterschaft Braunschweig, unterlag jedoch im Halbfinale 1910 Werder Bremen mit 0:1 und im Finale 1911 Holstein Kiel mit 1:6.
Mit der zuvor im Fußballbund für das Herzogtum Braunschweig 1905 errungenen Meisterschaft und der aus dem Jahr 1908 errungenen Norddeutschen Meisterschaft bestritt er infolgedessen auch die Endrundenspiele um die Deutsche Meisterschaft. Nach den beiden erfolgreich abgeschlossenen Ausscheidungsspielen gegen den Hannoverschen Fußball-Club von 1896 und den Magdeburger FC Viktoria 1896 unterlag er mit der Braunschweiger Mannschaft am 14. Mai 1905 im Viertelfinale dem späteren Meister Berliner TuFC Union 1892 mit 1:4, nachdem man mit 1:0 geführt hatte. Im Viertelfinale am 3. Mai 1908 unterlag er dem Duisburger SpV mit 0:1.
Von 1911 bis 1914 spielte er für den BFC Preussen im Verband Brandenburgischer Ballspielvereine und ging als Sieger der Gruppe B auch als Sieger des Finales um die Berliner Meisterschaft hervor, nachdem der Sieger der Gruppe A, der Berliner TuFC Union 1892, nach Hin- und Rückspiel im Gesamtergebnis mit 4:2 besiegt worden war. Auch mit den Berlinern verlor er das Viertelfinale um die Deutsche Meisterschaft; am 5. Mai 1912 unterlag er mit seiner Mannschaft dem späteren Meister Holstein Kiel.

### Nationalmannschaft
Sein einziges Länderspiel für die A-Nationalmannschaft bestritt er am 16. Oktober 1910 in Kleve bei der 1:2-Niederlage gegen die Nationalmannschaft der Niederlande. Er war der dritte Nationalspieler Eintracht Braunschweigs nach Walter Poppe und Richard Queck, der in jenem Spiel das Anschlusstor in der 25. Minute erzielte.

## Erfolge
- Berliner Meister 1912
- Norddeutscher Meister 1908
- Bezirksmeister Braunschweig 1908, 1909, 1910, 1911
- Meister des Fußballbundes für das Herzogtum Braunschweig 1905, 1906, 1907

## Sonstiges
Ältere Chroniken nennen ihn Konrad, doch er hieß wirklich Otto und führte den Spielernamen Otte. Zum 1. Mai 1933 war er der NSDAP beigetreten (Mitgliedsnummer 2.800.984).